# Black Beauty
«Black Beauty» — сингл американской певицы и композитора Ланы Дель Рей, записанная для третьего студийного альбома «Ultraviolence». Текст композиции и музыка были написаны Элизабет Грант и Риком Ноуэлсом, а продюсером сингла выступил Пол Эпуорт. Сингл является бонус треком для альбома. Промозапись сингла  была опубликована в сети 18 июня 2013 года. В Германии был выпущен мини-альбом ремиксов на сингл лейблом Vertigo Records 21 ноября 2014 года.

## История создания
В начале 2013 года Лана Дель Рей заявила, что работает над своим третьим студийным альбомом «Ultraviolence», и написала сингл «Black Beauty» для альбома, но после ситуации с утечкой сингла в сеть, никто не знал, войдет ли сингл на альбом. Сингл был слит в интернет 18 июня 2013 года как промозапись. Сингл был написан Элизабет Грант и Риком Ноуэлсом, а продюсером выступил Пол Эпуорт. Песня получила хорошие отзывы от критиков. В песне поётся о мужчине, которого любила Дель Рей, и который совершенно не ценит красоту мира, и видит его как черную красоту, и от этого ей становится все печальнее. То, что сингл войдет на альбом, было подтверждено Ланой Дель Рей 8 мая 2014 года в качестве бонус трека на альбом «Ultraviolence». 16 июня 2014 года сингл Black Beauty вышел в новой обработке вместе с релизом альбома.

## Музыкальное видео
Официального музыкального видеоклипа на песню не существует. В 2014 году у Ланы Дель Рей состоялась фотосессия в Малибу для журнала Madame Figaro, и при фотосессии снимался бэкстэйдж. Это видео использовали фанаты в качестве создания фан-клипа на песню Black Beauty. Видеоклип вышел на YouTube в июне 2014 года, и набрал более миллиона просмотров. Так же, в 2013 году сингл был слит в качестве промозаписи на YouTube, и был выставлен как невыпущенный сингл. Аудиоклип набрал более 6 миллионов просмотров.

## Реакция критиков
Музыкальный критик Брэдли Стерн из портала MuuMuse сравнил сингл Black Beauty с выпущенным в 2012 году сингл «Ride» и назвал его «блестящим синглом» и «одним из лучших эпосов Ланы Дель Рей»

## Список композиций
- Цифровой альбом (The Remix EP)

1. "Black Beauty" (LEEX Tropical Mix) — 5:57
2. "Black Beauty" (Dinnerdate Remix) — 3:08
3. "Black Beauty" (Lakechild Remix) — 3:59

## Участники записи
Данные были взяты из буклета к альбому Ultraviolence

| Основные - Лана Дель Рей – вокал, бэк-вокал Инструментальные - Эд Харкорт – пианино - Tom Herbert – бас-гитара - Nikolaj Torp Larsen – орган, меллотрон - Рик Ноуэлс – пианино - Pablo Tato – гитара - Leo Taylor – барабаны | Технические и продакшн - John Davis – редактор - Пол Эпуорт – продюсер - Kieron Wenzies – вокал-редактор - Rick Nowels – вокал-продакшен - Robert Orton – редактор - Matt Wiggins – звукорежиссер |

## Чартография
| Чарт (2014)                  | Высочайшая позиция |
| ---------------------------- | ------------------ |
| UK (Official Charts Company) | 179                |

## История релиза
| Страна   | Дата            | Формат                          | Лейбл          |
| -------- | --------------- | ------------------------------- | -------------- |
| Австрия  | 15 декабря 2014 | Digital download (The Remix EP) | Vertigo Berlin |
| Германия | 15 декабря 2014 | Digital download (The Remix EP) | Vertigo Berlin |
| Швеция   | 15 декабря 2014 | Digital download (The Remix EP) | Vertigo Berlin |